# Badminton Zweden
Badminton Zweden (lokaal: Badminton Sweden) is de nationale badmintonbond van Zweden.
De huidige president van de Zweedse bond is Mervi Karttunen, hij is de president van een bond met 27.500 leden, die verdeeld zijn over 243 verschillende badmintonclubs. De bond is sinds 1967 aangesloten bij de Europese Bond, hiermee een van de oprichters.